# Young Fathers
Young Fathers je hip hopová a popová skupiny z Edinburghu. V roce 2014 získali Mercury Prize za své debutové album Dead.

## Diskografie
Studiová alba
- Dead (2014)
- White Men Are Black Men Too (2015)
- Cocoa Sugar (2018)
- Heavy Heavy (2023)

EP
- Tape One (2011)
- Tape Two (2013)
- Get Up EP (2014)

Singly
- „Straight Back On It“ (2008)
- „Automatic / Dancing Mantaray“ (2010)
- „Fevers Worse“ (2010)
- „The Guide“ (2013)
- „Low“ (2013)
- „Get Up“ (2014)
- „Soon Come Soon“ (2014)
- „Rain Or Shine“ (2015)
- „Shame“ (2015)